# Curcuma albiflora
Curcuma albiflora là một loài thực vật có hoa trong họ Gừng. Loài này được George Henry Kendrick Thwaites mô tả khoa học đầu tiên năm 1861. Được tìm thấy tại Maskellia, huyện Ambagamowa, Sri Lanka.

## Từ nguyên
Tính từ định danh albiflora là tiếng Latinh, có nghĩa là hoa trắng.

## Phân bố
Loài này là đặc hữu Sri Lanka.

## Mô tả
Thân rễ nhỏ, củ không cuống. Lá nhỏ, 6-8 inch × 2,5-3,5 inch (15–20 cm × 6–9 cm), nhẵn, màu xanh lục tươi, thuôn dài hoặc hình elip, đỉnh nhọn hoặc thuôn tròn, đáy thuôn tròn hoặc hình tim, có cuống dài xấp xỉ hoặc dài hơn, cùng màu, có rãnh sâu; Cuống cụm hoa ngắn; cụm hoa là cành hoa dạng bông thóc, dài 3-4 inch (8–10 cm). Lá bắc màu xanh lục nhạt hình trứng-hình mũi mác, hơi uốn ngược, nhỏ dần về phía trên, tất cả dều mang hoa; các lá bắc dưới dài ~ 2 inch (5 cm), thuôn dài-hình mũi mác, nhọn đầu; các lá bắc trên ngắn hơn, hình trứng; nắp bao hoa tù; cánh môi tròn, rộng đầu. Hoa dài 1 inch (2,5 cm), màu trắng, thùy tràng hoa thuôn dài. Nhị lép rộng. Cánh môi 0,75 inch (2 cm), rộng, nông, mép có khía răng cưa, màu trắn với đốm vàng trên họng môi. Bao phấn có cựa cong vào trong.